# Castillo de Oberhofen
El castillo de Oberhofen es un castillo en el municipio de Oberhofen del cantón de Berna en Suiza. Es un sitio del patrimonio suizo de importancia nacional.

## Historia
Durante la Alta Edad Media el Freiherr von Oberhofen construyó el Balm Castle en una colina sobre el pueblo. En 1200, una hija de la familia, Ita, se casó con la familia von Eschenbach y le dio a esta familia el castillo y el pueblo. En el siglo XIII comenzaron un nuevo castillo con foso a orillas del lago Thun. Uno de los últimos propietarios del castillo, Walter IV von Eschenbach, fue asesinado junto con el rey Alberto I en 1308 por el sobrino de Alberto, Juan. En 1306 la familia von Eschenbach se vio obligada a vender Oberhofen y el castillo a los Habsburgo. Los Habsburgo nombraron a una sucesión de vasallos para que les administraran la zona, especialmente los Kyburg, que también poseían el castillo de Thun. Tras la derrota de los Kyburg en la guerra de Berthoud de 1383-84 y la decisiva derrota de los Habsburgo en la batalla de Sempach en 1386, Berna comenzó a expandirse hacia las tierras austríacas en el Oberland Bernés. Ocuparon Oberhofen en 1386 y finalmente pudieron comprar o usurpar toda la tierra y los derechos de cada señor feudal en 1397. Al año siguiente vendieron el castillo y el territorio de Oberhofen a Ludwig von Seftigen, un ciudadano de Berna.
En los siglos siguientes, la ciudad, el castillo y la herrería pasaron por varias familias patricias bernesas. Después de que la línea masculina de la familia von Erlach en Oberhofen desapareciese en 1652, Berna adquirió el castillo y las tierras. Crearon el bailiazgo de Oberhofen y convirtieron el castillo de Oberhofen en el centro administrativo del bailiazgo. Después de la invasión francesa de 1798, Oberhofen am Thunersee se convirtió en parte de la República Helvética como el cantón de Oberland. Tras el colapso de la República y el Acta de Mediación de 1803 se unió al recién creado distrito de Thun.
El castillo pasó a manos privadas después de 1803 y tuvo varios propietarios en los años siguientes. En 1849-52 la familia Pourtàles renovó y amplió el castillo hasta su actual aspecto. En 1940 el americano William Maul Measy estableció la fundación del castillo de Oberhofen para administrar y mantener el castillo. En 1952 pasó a formar parte del Museo Histórico de Berna y dos años más tarde abrieron una sucursal en el castillo.

## Emplazamiento del castillo

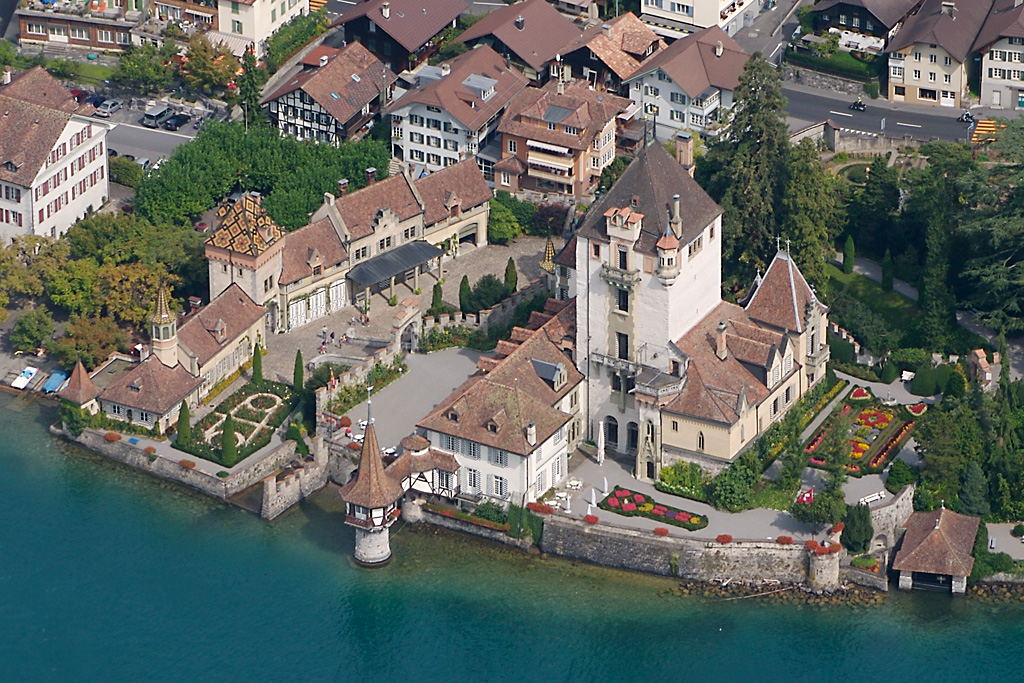
Vista aérea del castillo de Oberhofen

La torre central probablemente data de alrededor de 1200 y mide unos 11 por 12,5 metros con paredes de 2 m de espesor. El resto del castillo se construyó en los siglos siguientes alrededor de esta antigua torre del homenaje. En 1473 se añadió una capilla al primer piso de la torre del homenaje en la orilla del lago. Quizás al mismo tiempo se construyó una torre en el lago. La torre del lago aparece en una ilustración del castillo en 1680.
Después de que Berna se hiciese cargo del castillo de la familia von Erlach, se convirtió en la sede de un administrador bernés y fue ampliado. En 1700, las obras de renovación bernesas estaban casi acabadas. La torre original estaba en parte rodeada por nuevos edificios de estilo barroco bernés. A orillas del lago se construyó la Sala del Jardín y se demolió la torre de agua. En los siglos siguientes, el castillo permaneció prácticamente inalterado hasta que volvió a ser propiedad privada. El Conde de Pourtàles de Neuchâtel-Prusia reconstruyó el castillo en estilo romántico entre 1849 y 1852. Se reconstruyó el lado noreste de la torre del homenaje, así como toda la fachada occidental. Al sur del castillo se añadió un parque de 2,5 hectáreas. La torre de agua fue reconstruida y coronada con una aguja de fantasía. En el interior del castillo se construyeron un comedor y un gran salón. En los pisos superiores se añadieron la biblioteca ornamentada y una sala de fumadores turcos. La sala de fumadores turcos se basaba en habitaciones similares a casas ricas de El Cairo y se construyó entre 1853 y 1855 según los planos del arquitecto bernés Theodor Zerleeder. El Conde Albert Alexander de Pourtalè había pasado varios años en Estambul como diplomático prusiano.

## Galería

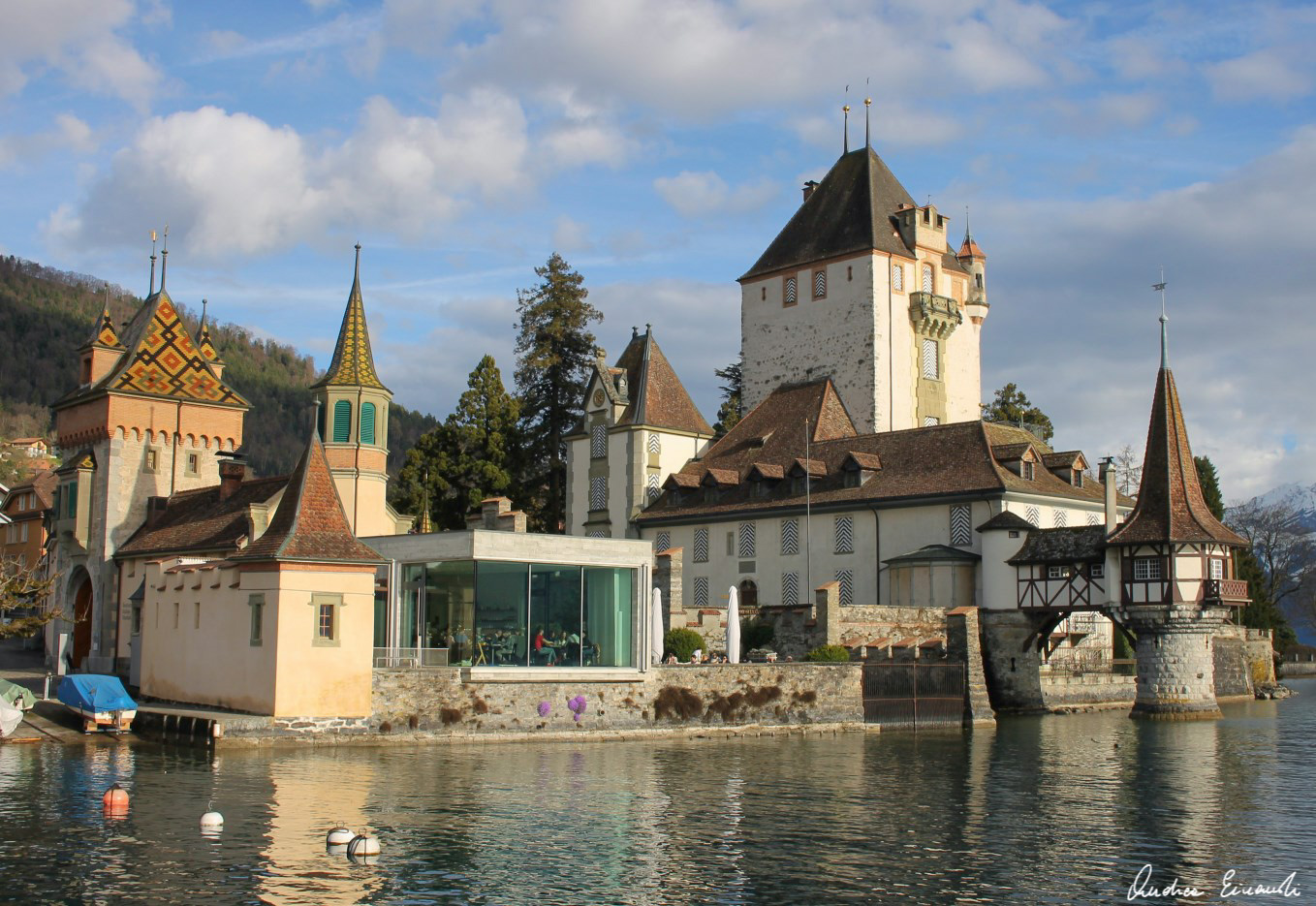
Oberhofen Castillo
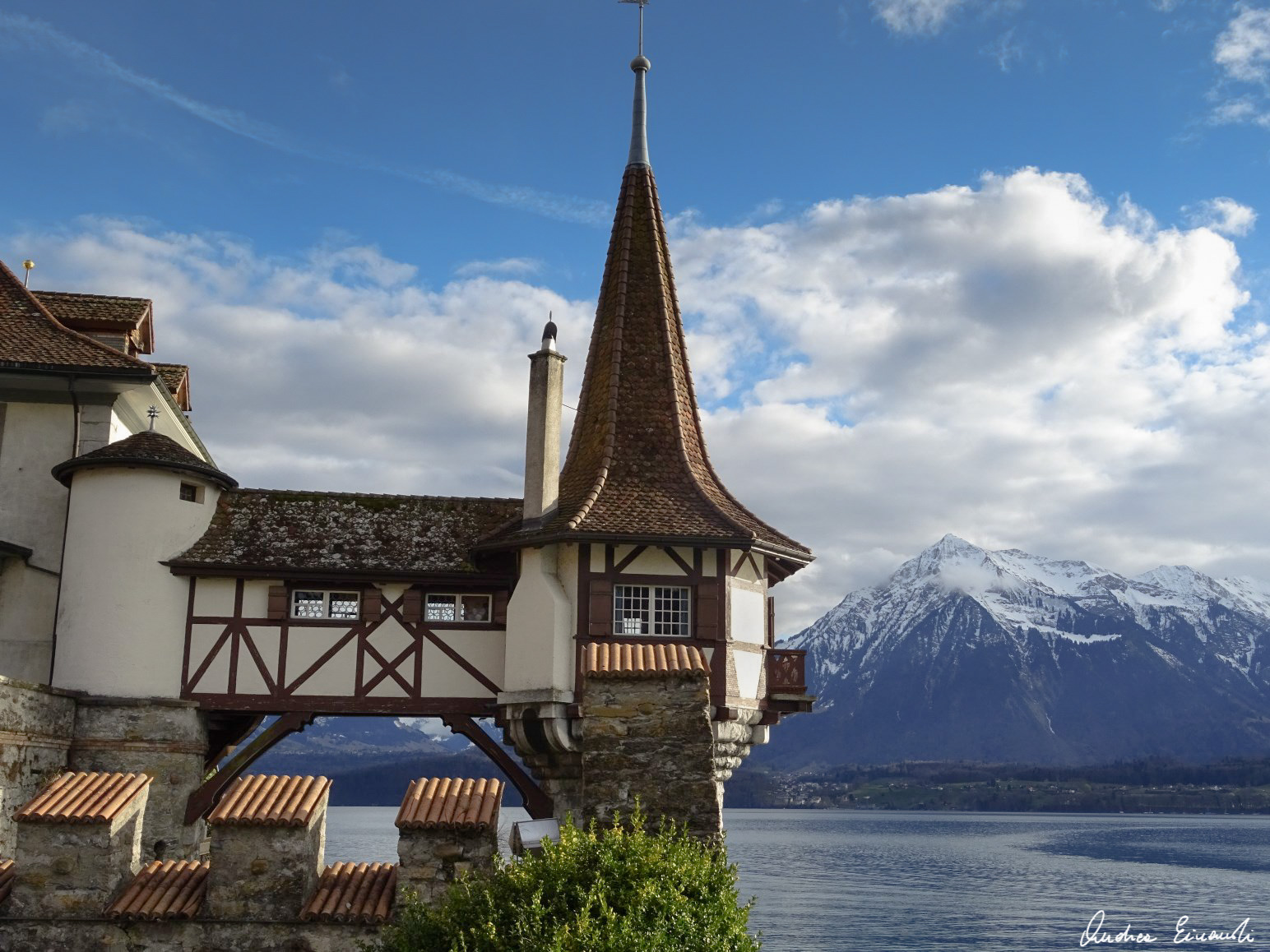
Torre de agua
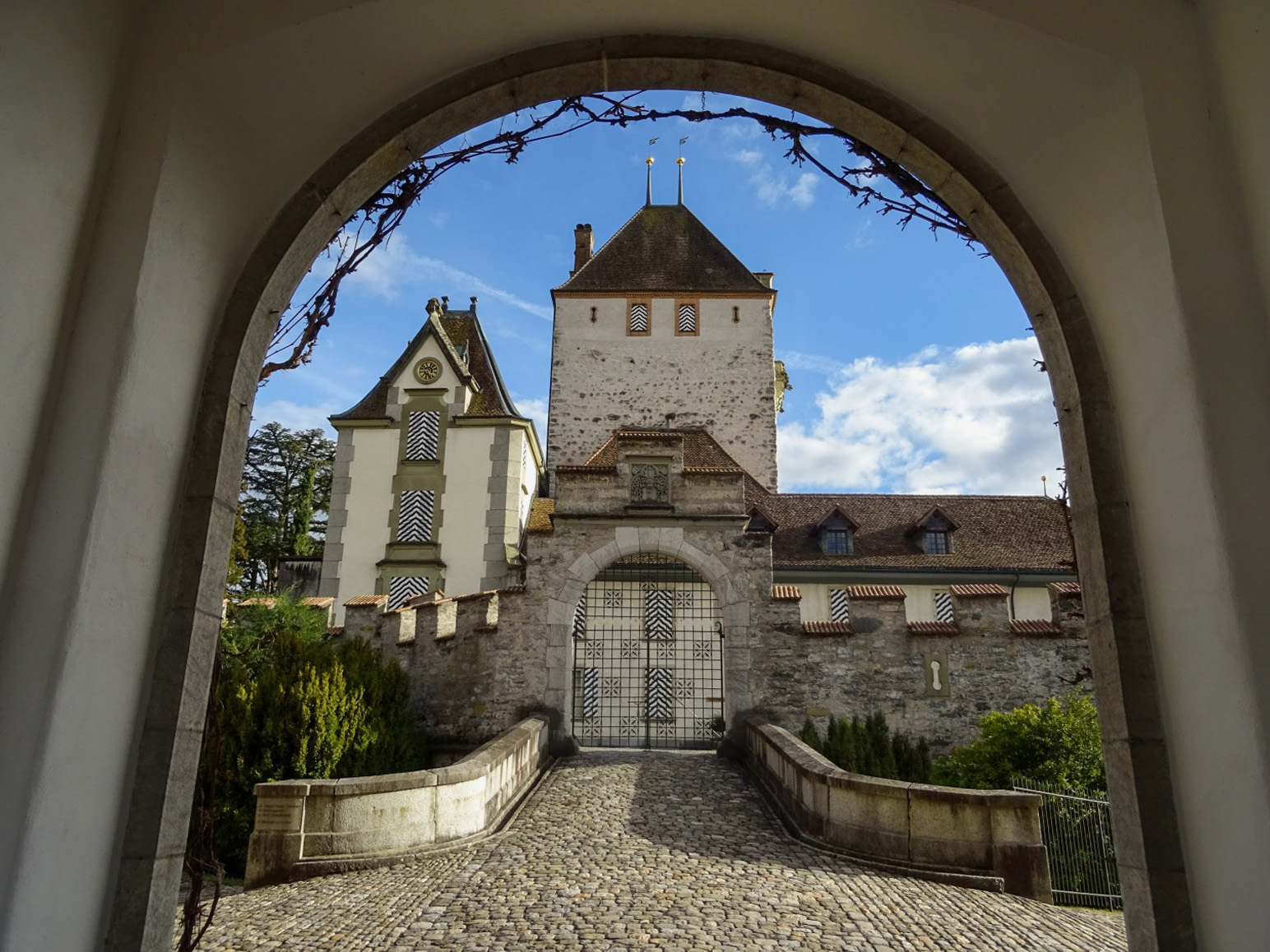
Puerta interna